# ニッポン放送ショウアップナイターマンデースペシャル 松本ひでおと長谷川滋利のやっぱり、野球は面白い!
ニッポン放送ショウアップナイターマンデースペシャル 松本ひでおと長谷川滋利のやっぱり、野球は面白い!（ニッポンほうそうショウアップナイターマンデースペシャル まつもとひでおとはせがわしげとしのやっぱり、やきゅうはおもしろい!）は、2007年・2008年のプロ野球シーズン（4月〜9月）にニッポン放送で放送された、同放送局アナウンサー松本ひでおと元メジャーリーガーの長谷川滋利がパーソナリティを務めるラジオ番組。
長谷川の住むアメリカ合衆国とニッポン放送のスタジオの間で回線を結んでの生放送だった。

## 放送時間
- 毎週月曜日 17:30〜18:50
  - 2007年度：2007年4月2日〜2007年9月10日
  - 2008年度：2008年3月31日〜2008年9月8日

月曜日にプロ野球の試合の中継が組まれている場合、ならびに聴取率調査期間は放送休止となるが、2007年4月期の聴取率調査期間（4月9日・4月16日）は放送を行った。また、火曜日が移動日となり試合がない場合に放送するときもあった。

## 出演者
- 松本ひでお（ニッポン放送アナウンサー）
  - 北京オリンピック開催中は松本が北京での野球実況中継のため番組を欠席し、師岡正雄が代役を務めた。
- 長谷川滋利

## コーナー
- コマツ・メジャーショウアップ
- Siggy From USA（長谷川滋利の公式ブログ からの話題）
- 松井秀喜 ワールドチャンピオンへの道
- キャプテン川淵の行こうぜ!オレたちのニッポン（2008年度）
- 松本ひでおの釣りバカ日記（ショウアップナイターネクストからの継続コーナー）
- ニュース・交通情報

| ニッポン放送 ショウアップナイターマンデースペシャル | ニッポン放送 ショウアップナイターマンデースペシャル             | ニッポン放送 ショウアップナイターマンデースペシャル         |
| 前番組                                              | 番組名                                                          | 次番組                                                      |
| --------------------------------------------------- | --------------------------------------------------------------- | ----------------------------------------------------------- |
| 2006年 石井一久のプロ野球バンザイ                   | 2007年・2008年 松本ひでおと長谷川滋利の やっぱり、野球は面白い! | 2009年 ジョニー黒木のショウアップナイターマンデースペシャル |